# アデール・キント
アデール・キント（Adèle Kindt）として知らているマリー・アデライード・キント（Marie-Adélaïde Kindt、1799年12月19日 - 1893年5月8日）は、ベルギーの画家である。新古典主義の歴史画や風俗画、肖像画を描いた。

## 略歴
ブリュッセルで生まれた。父親はフランス北部、サントメールの出身で、フランス革命の後、ブリュッセルを占領したフランス軍の一員としてブリュッセルに移ってきて、1798年にブリュッセルで結婚した。 母親はブリュッセルのワイン商人で劇場支配人となったエルマン・ブルトス（Herman Bultos: 1752-1801）の娘で、エルマン・ブルトスは革命を逃れ、ドイツなどで働いた人物で、俳優のアレクサンドル・ブルトス(Alexandre Bultos: 1749-1787）の弟であった。マリー・アデライード・キントの2人の妹のローランス（Laurence Kindt: 1802-1863）とクレール・キント（Claire Kindt: 1803-?）も画家になった。
ブリュッセルの画家、アントワーヌ・カルドン（Antoine Cardon:1739-1822）に学び、14歳でブリュッセルの展覧会に出展した。その後、ブリュッセルに亡命していたジャック＝ルイ・ダヴィッドにも学び、1821年からは女性画家のソフィー・リュードの工房で学び、ブリュッセル王立美術アカデミーの校長になるフランソワ＝ジョセフ・ナヴェスからも学んだ。新古典主義のスタイルの歴史画を描き、1826年にヘントの展覧会で一等を受賞した。1827年にブリュッセルの王立フランドル科学芸術アカデミー（Koninklijke Vlaamse Academie van België voor Wetenschappen en Kunsten）の会員に選ばれ、1835年にはヘントの会員に選ばれた。1850年代からブリュッセル近郊のスカールベークに移り、1884年にそこで亡くなった。

## 作品

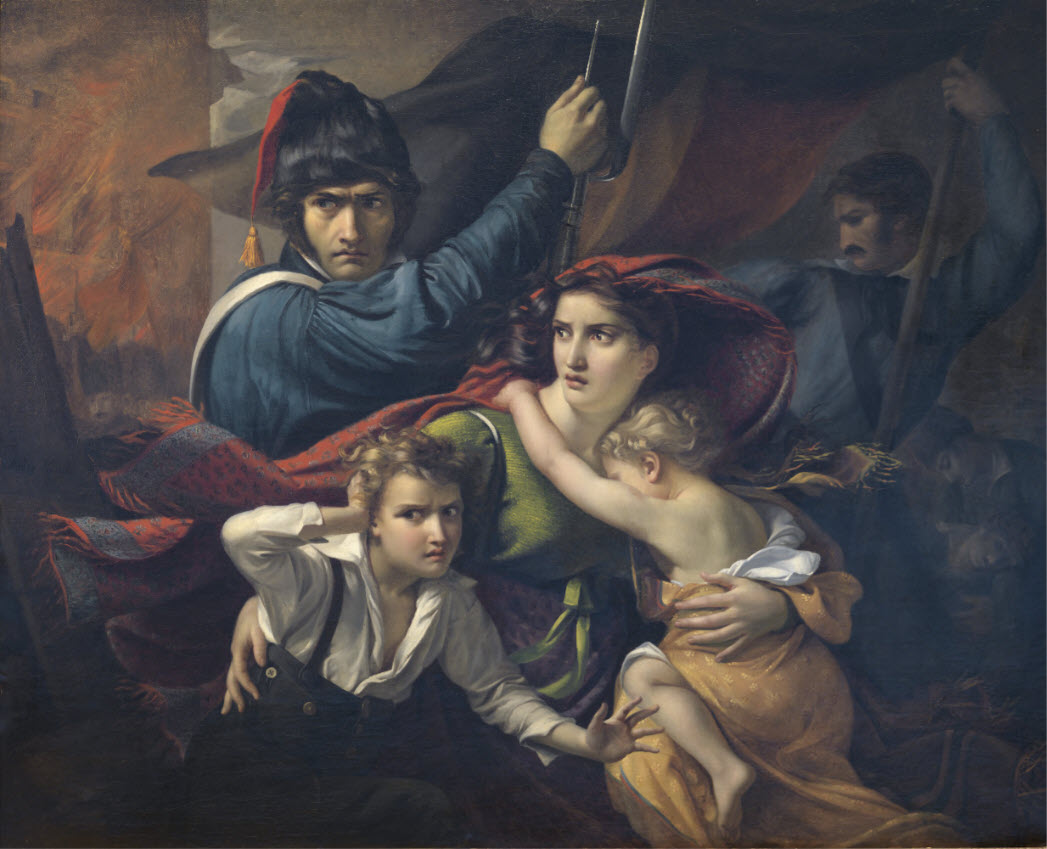
1830年のベルギー独立革命の出来事(1830) ブリュッセル市役所
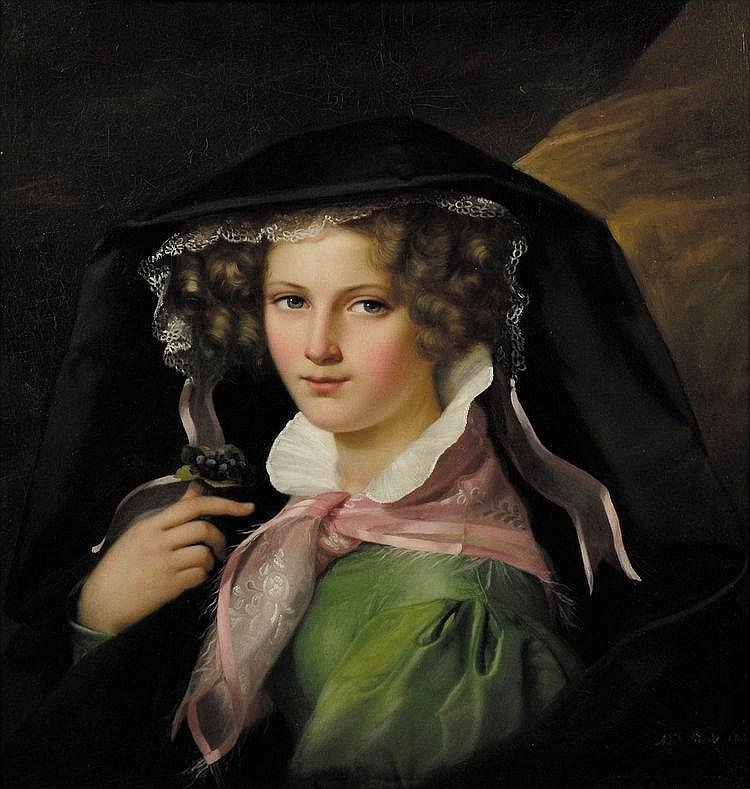
肖像画 (c.1830)
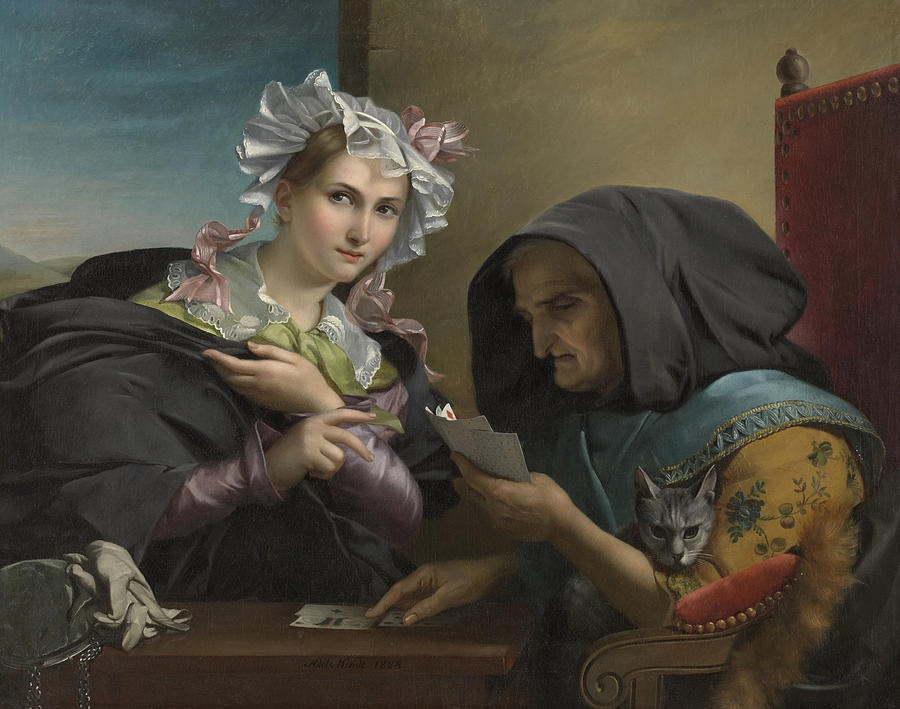
占い師 (c.1835) アントワープ王立美術館
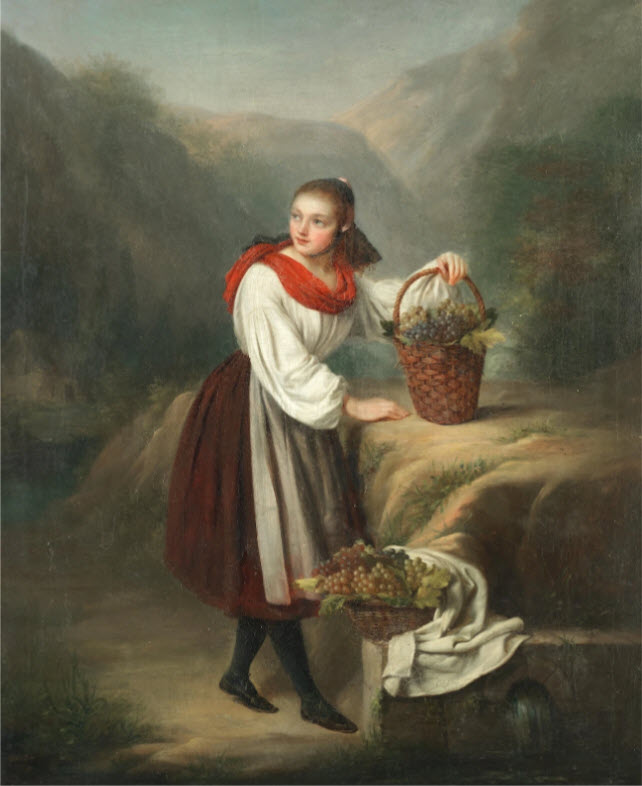
ブドウの籠を持つ少女のいる風景(1841)